# Feistritz ob Bleiburg
Feistritz ob Bleiburg (slovinsky  Bistrica pri Pliberku) je dvojjazyčný městys v rakouské spolkové zemi Korutany, východojihovýchodně od Klagenfurtu, v okresu Völkermarkt. Na jihovýchodě obec sousedí se Slovinskem. V obci bydlí asi 2100 obyvatel (rok 2016).

## Geografie

### Poloha obce
Obec Globasnitz leží mezi údolím Jauntal (údolí řeky Drávy) a masivem Petzen, části pohoří Karavanky. Hlavní část obce, Feistritz , leží vzdušnou čarou asi 5 km od rakousko-slovinské státní hranice. Celá obec na jihovýchodě hraničí se Slovinskem. Přes městys Globasnitz protéká stejnojmenný potok a z větších jezer je na území obce jen jezero Pirkdorfer See s plochou 3,5 ha.

### Části obce
Globasnitz je tvořen čtyřmi katastrálními územími Unterort (Podkraj), Feistritz (Bistrica), Sankt Michael (Šmihel) a Penk (Ponikva).
Obec se skládá z následujících 15 částí (v závorce používané slovinské varianty) (počet obyvatel k říjnu 2015):
| - Dolintschitschach (Dolinčiče) (53) - Feistritz ob Bleiburg (Bistrica nad Pliberkom) (295) - Gonowetz (Konovece) (332) - Hinterlibitsch (Suha) (47) - Hof (Dvor) (225) - Lettenstätten (Letina) (134) - Penk (Ponikva) (187) - Pirkdorf (Breška vas) (92) | - Rischberg (Rišperk) (0) - Ruttach-Schmelz (Rute) (14) - Sankt Michael ob Bleiburg (Šmihel pri Pliberku) (463) - Tscherberg (Črgoviče) (92) - Unterlibitsch (Podlibič) (61) - Unterort (Podkraj) (104) - Winkel (Kot) (17) |

### Sousední obce
| Růžice kompasu | Eberndorf           | Bleiburg              | Bleiburg | Růžice kompasu |
| Růžice kompasu | Globasnitz          | Sever                 | Mežica   | Růžice kompasu |
| Růžice kompasu | Globasnitz          | Feistritz ob Bleiburg | Mežica   | Růžice kompasu |
| Růžice kompasu | Globasnitz          | Jih                   | Mežica   | Růžice kompasu |
| Růžice kompasu | Eisenkappel-Vellach | Črna na Koroškem      |          | Růžice kompasu |

## Obyvatelstvo
Podle statistiky z roku 2001 měla obec Feistritz ob Bleiburg celkem 2 128 obyvatel, z nichž 96,4 % byli občané Rakouska. Celkem 64,5 % se hlásí k německy mluvícímu obyvatelstvu a 32,7 % obyvatel jsou korutanští Slovinci.
Celkem 92,9 % populace se hlásí k římským katolíkům, k evangelíkům 1,3 %, k islámu 1,1 % a bez vyznání je 2,9 %.
Katolická farnost Sankt Michael patří k děkanátu Bleiburg. Dnes je dvojjazyčná. K farnímu kostelu sv. Michala/Šmihel pri Pliberku patří přidružené kostely Hof/Dvor, Rinkolach/Rinkole, St. Catherine am Kogl/Sv. Katarina a Wackendorf/Večna vas.

## Stavby
- farní kostel sv Michala nad Bleiburgem
- Svatá Kateřina am Kogel má dominantní postavení v Jauntalu a byla jedním z administrativních center. To sahá zpět až do roku 1404.[3]

## Politika

### Obecní rada
Obecní rada má 19 členů a je strukturována po komunálních volbách v roce 2015 takto:
- Sociálnědemokratická strana Rakouska - 8
- Regionalliste Feistritz - regionalna lista Bistrica - 6
- Liste für Alle - 5

Starostou je Hermann Srienz (Sociálnědemokratická strana Rakouska).